# Băieți buni, băieți răi (film din 1969)
Băieți buni, băieți răi (titlul original: în engleză The Good Guys and the Bad Guys) este un film western american, realizat în 1969 de regizorul Burt Kennedy, protagoniști fiind actorii Robert Mitchum, George Kennedy, Martin Balsam și Tina Louise. David și John Carradine apar în acest film împreună cu Marie Windsor și Lois Nettleton.

## Rezumat
În acest western comic, Flagg este un șerif veteran forțat să se retragă de către pomposul primar Wilker. McKay este un pistolar viclean. Cei doi își unesc forțele pentru a opri o bandă tânără de haiduci care vor să jefuiască trenul când acesta intră în gară. Flagg îl avertizează pe primar cu privire la tentativa ce urmează, dar nu este luat în serios de politicianul orașului. McKay și Flagg călăresc pentru a avertiza trenul despre crima iminentă, care îl găsește pe McKay înfruntându-se cu membrii propriei sale bande într-o confruntare tradițională din vest.

## Distribuție
- Robert Mitchum – Flagg
- George Kennedy – McKay
- Martin Balsam – Mayor Wilker
- David Carradine – Waco
- Tina Louise – Carmel
- Lois Nettleton – Mary
- John Carradine – Ticker
- Marie Windsor – Polly
- Buddy Hackett – Ed (nemenționat)
- Douglas Fowley – Grundy
- John Davis Chandler – Deuce
- Dick Peabody – Boyle
- Kathleen Freeman – dna. Stone (mama)
- Jimmy Murphy – Buckshot
- Garrett Lewis – Hawkins
- Nick Dennis – un inginer
- Dorothy Adams – dna. Pierce (nemenționat)
- Robert Anderson – Jed (nemenționat)
- Jimmy Booth – vizitiul (nemenționat)
- Nick Borgani – un orășean (nemenționat)
- Danny Borzage – acordeonistul (nemenționat)
- Paul Bradley – Barfly (nemenționat)
- Thordis Brandt – Babe (nemenționat)
- David Cargo – David Cargo, reporter (nemenționat)
- David S. Cass Sr. – Tuber (nemenționat)
- Noble "Kid" Chissell – un orășean (nemenționat)
- George Dunn – un inginer (nemenționat)
- John Fritz – un orășean (nemenționat)
- Bobby Gilbert – un oaspete la pensiune (nemenționat)
- Angela Greene – Judy (nemenționat)
- Darby Hinton – Pug (nemenționat)
- Jackie Joseph – Doris (nemenționat)
- Irene Kelly – Ginny (nemenționat)
- Kenner G. Kemp – un comerciant (nemenționat)
- Alan Lee – un orășean (nemenționat)
- Stuart Lee – un orășean (nemenționat)
- Paul Lees – Miles (nemenționat)

## Producție
Exteriorul a fost filmat în orășelul Chama, New Mexico și în alte locuri din același stat, precum și în Thousand Oaks, California și Silverton, Colorado, iar interiorul a fost filmat la studiourile de film și televiziune Warner Bros. Entertainment.